# アンナ・クラムスキー

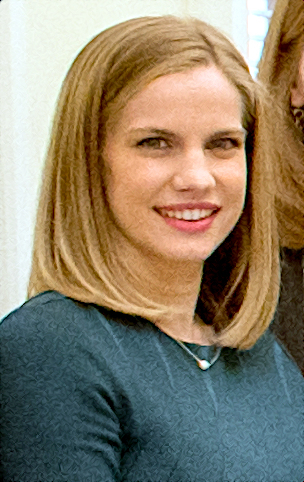
アンナ・クラムスキー

アンナ・クラムスキー（Anna Chlumsky, 1980年12月3日 - ）は、アメリカの女優。イリノイ州シカゴ出身。

## 経歴
子供の頃からモデルとして活動する。1991年、『マイ・ガール』に出演し、子役スターとして人気を得たが、学業に専念するために1998年に引退した。
2002年、シカゴ大学を卒業後はビジネスウーマンとして書籍関係の仕事をしていたが、2005年に女優をにカムバックした。その後はテレビを中心に女優を続けている。
2007年、シカゴ大学在学中の2000年に知り合い交際していたショーンソーとの婚約を発表。2008年3月に結婚、2013年に第1子女児を出産。
2016年、第2子女児を出産。

## 出演
- おじさんに気をつけろ! - Uncle Buck (1989)
- マイ・ガール - My Girl (1991)
- マイ・ガール2 - My Girl 2 (1994)
- マミーマーケット - Trading mom (1994)
- ゴールド・ディガーズ/伝説の秘宝を追え! - Gold Diggers: The Secret of Bear Mountain (1995)
- A Child's Wish (1997)
- Miracle in the Woods (1997)
- Wait (2005)
- Blood Car (2007)
- Eavesdrop (2008)
- Veep/ヴィープ (2012–2019)
- ホルト・アンド・キャッチ・ファイア（英語版）- Halt and Catch Fire(2017) TV シリーズ　(ケイティ・ハーマン)
- ハラ Hala (2019)

## 受賞
- 1992年 第1回MTVムービー・アワード キス・シーン賞 - アンナ・クラムスキー&マコーレー・カルキン（マイ・ガール）